# واکینوسور
واکینوسور (نام علمی: Wakinosaurus) نام یک سرده از راسته خزنده‌کفلان است.